# Platypalpus niyazovi
Platypalpus niyazovi är en tvåvingeart som beskrevs av Igor Shamshev 1998. Platypalpus niyazovi ingår i släktet Platypalpus och familjen puckeldansflugor. Inga underarter finns listade i Catalogue of Life.